# The Filthy Lucre Tour: Live in Japan
The Filthy Lucre Tour: Live in Japan es un Laser Disc y DVD que captura un concierto en vivo grabado y lanzado originalmente en 1996 por los Sex Pistols.

## Historia
El recital fue grabado en directo durante la etapa japonesa de la gira de la banda Filthy Lucre Tour. Las principales pistas son idénticas a las lanzadas en el álbum Filthy Lucre Live, el cual se había grabado previamente en la etapa inglesa de la misma gira, con la excepción de las pistas "Submission" y "Holidays In The Sun" en distinto orden. Los bonus tracks fueron grabados durante la aparición del grupo en el Phoenix Festival de 1996. 
Este lanzamiento es único, ya que se trata del único registro visual total de la gira.
El laser disc fue lanzado oficialmente solo en Japón por VAII y actualmente no se consigue. La versión en DVD con un título ligeramente modificado se hizo disponible en Europa a través de Masterplan en 2007.

## Lista de canciones
1. "Bodies"
2. "Seventeen"
3. "New York"
4. "No Feelings"
5. "Did You No Wrong"
6. "God Save the Queen"
7. "Liar"
8. "Satellite"
9. "(I'm Not Your) Stepping Stone"
10. "Submission"
11. "Holidays in the Sun"
12. "Pretty Vacant"
13. "EMI"
14. "Anarchy in the UK"
15. "Problems"

Bonus tracks grabados en el Phoenix Festival, Reino Unido, 21 de julio de 1996
16. "Anarchy in the UK"

17. "Problems"

Nota: Los créditos del lanzamiento en DVD atribuyen erróneamente los bonus tracks ser grabados en Estados Unidos.

## Formación
- John Lydon: Voz
- Glen Matlock: Bajo y coros
- Paul Cook: Batería
- Steve Jones: Guitarra y coros